# Añover de Tormes
Añover de Tormes település Spanyolországban, Salamanca tartományban. Añover de Tormes Ledesma, Moraleja de Sayago, Palacios del Arzobispo, San Pelayo de Guareña és Juzbado községekkel határos. Lakosainak száma 89 fő (2024).

## Népesség
A település népessége az elmúlt években az alábbi módon változott:
| Lakosok száma | 111  | 101  | 102  | 101  | 96   | 94   | 94   | 86   | 89   | 89   |
|               | 2001 | 2004 | 2007 | 2009 | 2012 | 2014 | 2017 | 2019 | 2022 | 2024 |